# Clinica chirurgica di Careggi

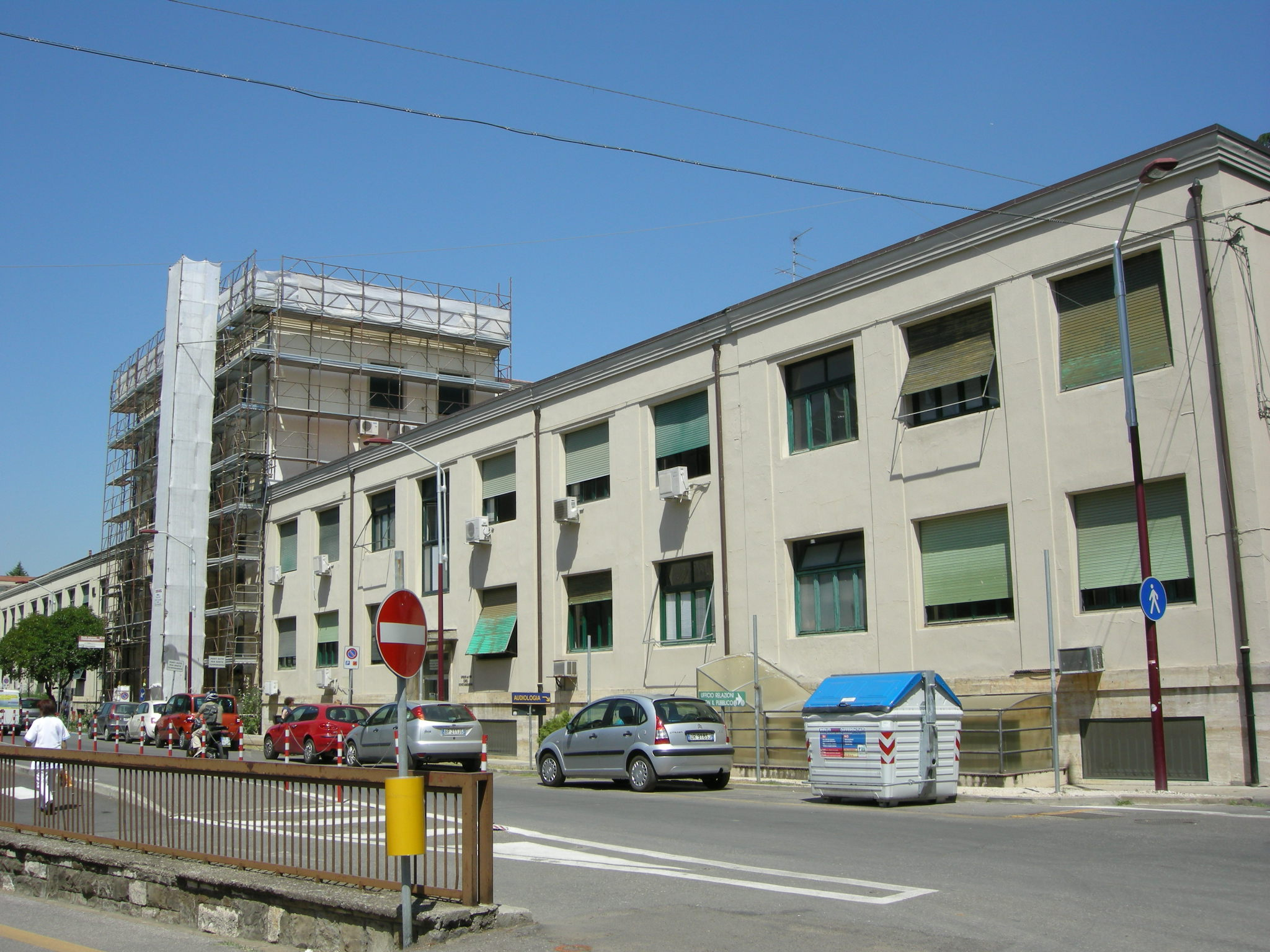
Clinica chirurgica

La clinica chirurgica di Careggi fa parte dell'Azienda ospedaliero-universitaria Careggi ed è situata nel viale della Maternità a Firenze.
Il fabbricato sorge all'interno della zona storica del complesso ospedaliero di Careggi, nell'area posta fra il torrente Terzolle, il tergo del padiglione della clinica medica ed il viale interno della Maternità, sul quale si apre l'ingresso principale. Esso si inserisce nel contesto uniformandosi ai padiglioni circostanti costruiti nello stesso periodo, sia per l'imponenza della mole che per i caratteri architettonici che lo contraddistinguono. L'attuale scarsa valorizzazione delle aree a verde di pertinenza e gli evidenti segni di degrado che interessano in maniera significativa intere parti dell'edificio contribuiscono a determinare nel complesso un impatto visivo abbastanza negativo.

## Storia

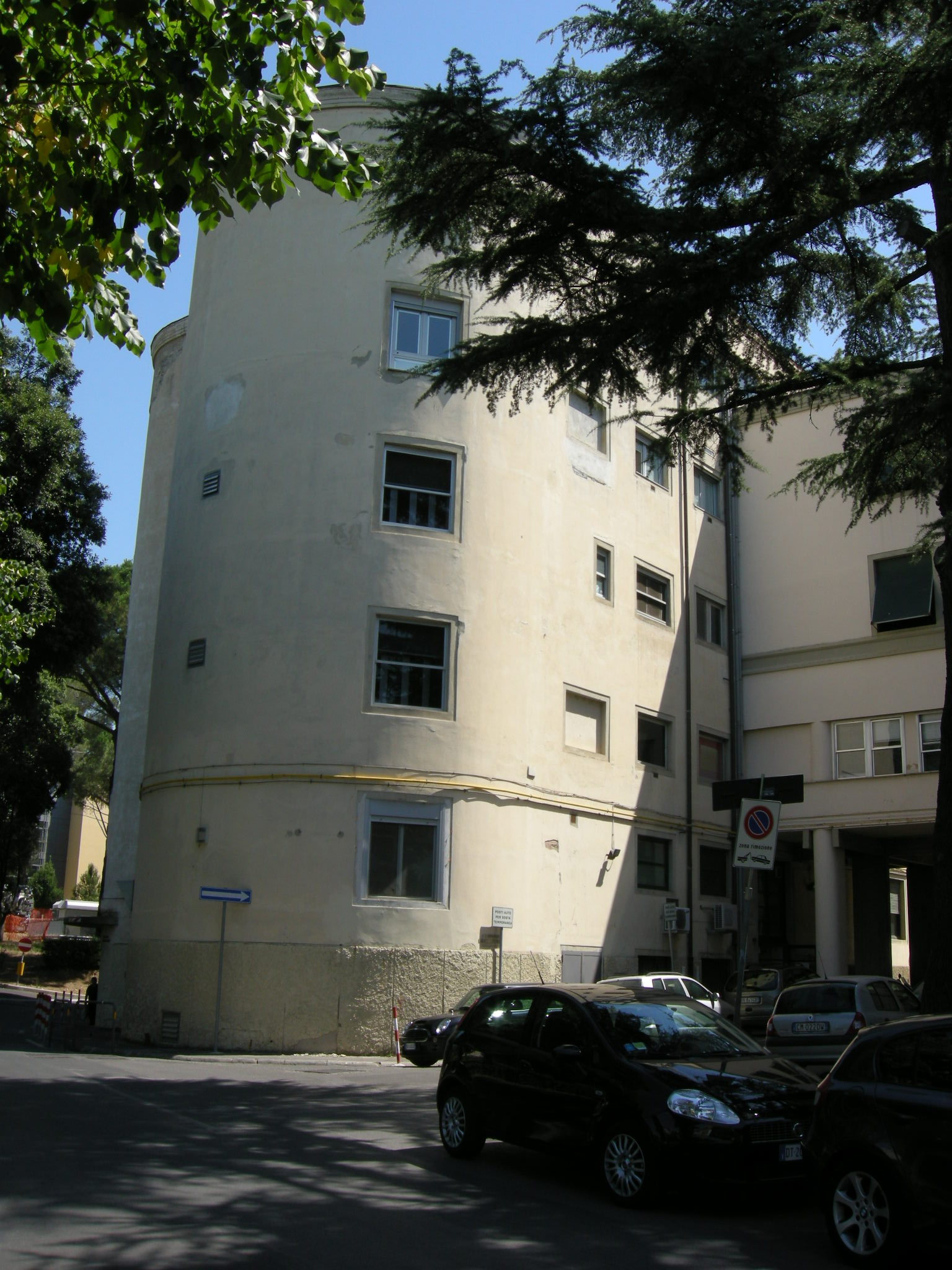
Clinica chirurgica

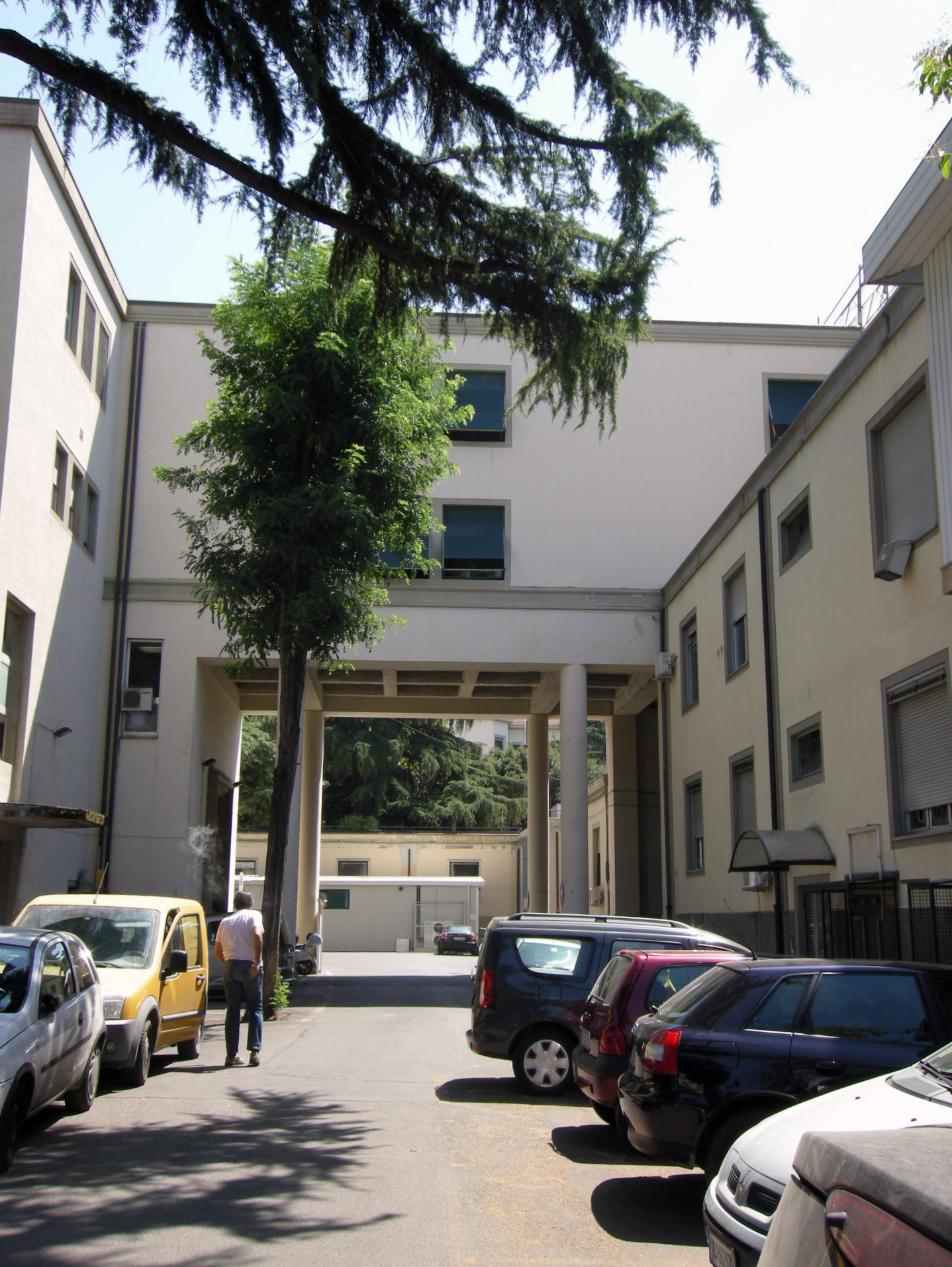
Clinica chirurgica

La costruzione dell'edificio rientra nel programma per lo sviluppo del Polo ospedaliero di Careggi formulato nel 1933 dal Consorzio universitario, costituitosi nel 1913 in seguito ad un'iniziativa dell'arcispedale di Santa Maria Nuova che nel 1910 aveva acquistato la "tenuta di Careggi" allo scopo di realizzare un ospedale sussidiario a quello tradizionale posto nel centro storico della città. Il Consorzio coinvolgeva nel finanziamento lo Stato, la Provincia, il Comune, l'Università e l'Arcispedale.
Il progetto esecutivo della clinica chirurgica, derivato dal concorso bandito nel 1935, porta la data del 25 aprile 1936 ed è firmato dall'ingegner Rogantini, allora responsabile dell'ufficio tecnico del Consorzio. Le pesanti prescrizioni del Ministero della Sanità e del Ministero dei lavori pubblici portarono ad un completo rifacimento del progetto esecutivo sul quale, nel 1938, fu bandito l'appalto vinto dall'impresa Nobile e Forti S. A. di Bologna.
I lavori di costruzione, iniziati nel maggio del 1938, finirono completati nel 1940 e nell'estate dell'anno successivo, dopo l'espletamento delle gare impiantistiche e di arredo, l'edificio entrò in funzione.

## Architettura
Il padiglione della clinica chirurgica sorge su un'area di circa 10.000 m² posta internamente alla zona storica di Careggi, immediatamente a monte dell'ingresso principale.
L'edificio, che copre una superficie di oltre 4.000 m², comprende gli istituti di patologia chirurgica, la clinica odontoiatrica, la clinica otorinolaringoiatrica e gli ambulatori. Esso risulta articolato su due principali corpi di fabbrica raccordati tra loro: uno retrostante a 4 piani, sviluppato su un impianto planimetrico ad "H", ed uno rettilineo a 2 piani fuori terra, prospiciente il viale della Maternità. Quest'ultimo accoglie l'ingresso principale, sottolineato dall'aggetto di quattro pilastri architravati a doppia altezza, interamente rivestiti in travertino, come il basamento che connota orizzontalmente lo sviluppo del fronte su strada.
Gli elementi formali che lo caratterizzano sono nel complesso riconducibili al repertorio delle forme più in uso nell'edilizia corrente dell'epoca; dalle finiture, all'uso dei materiali fino a certe soluzioni planivolumetriche.
La solida compattezza della stereometria, in parte basata sul gioco volumetrico dei raccordi stondati, è ulteriormente accentuata dalla soluzione di coronamento, risolta mediante un cornicione rialzato che nasconde le retrostanti falde inclinate alludendo alla presenza di una copertura piana.
Su tutti i prospetti le finestre, tagliate al vivo nella muratura, si ripetono con ritmo regolare, intervallate da lesene sul fronte principale e sottolineate da cornici marcapiano su quelli retrostanti.